# Terone

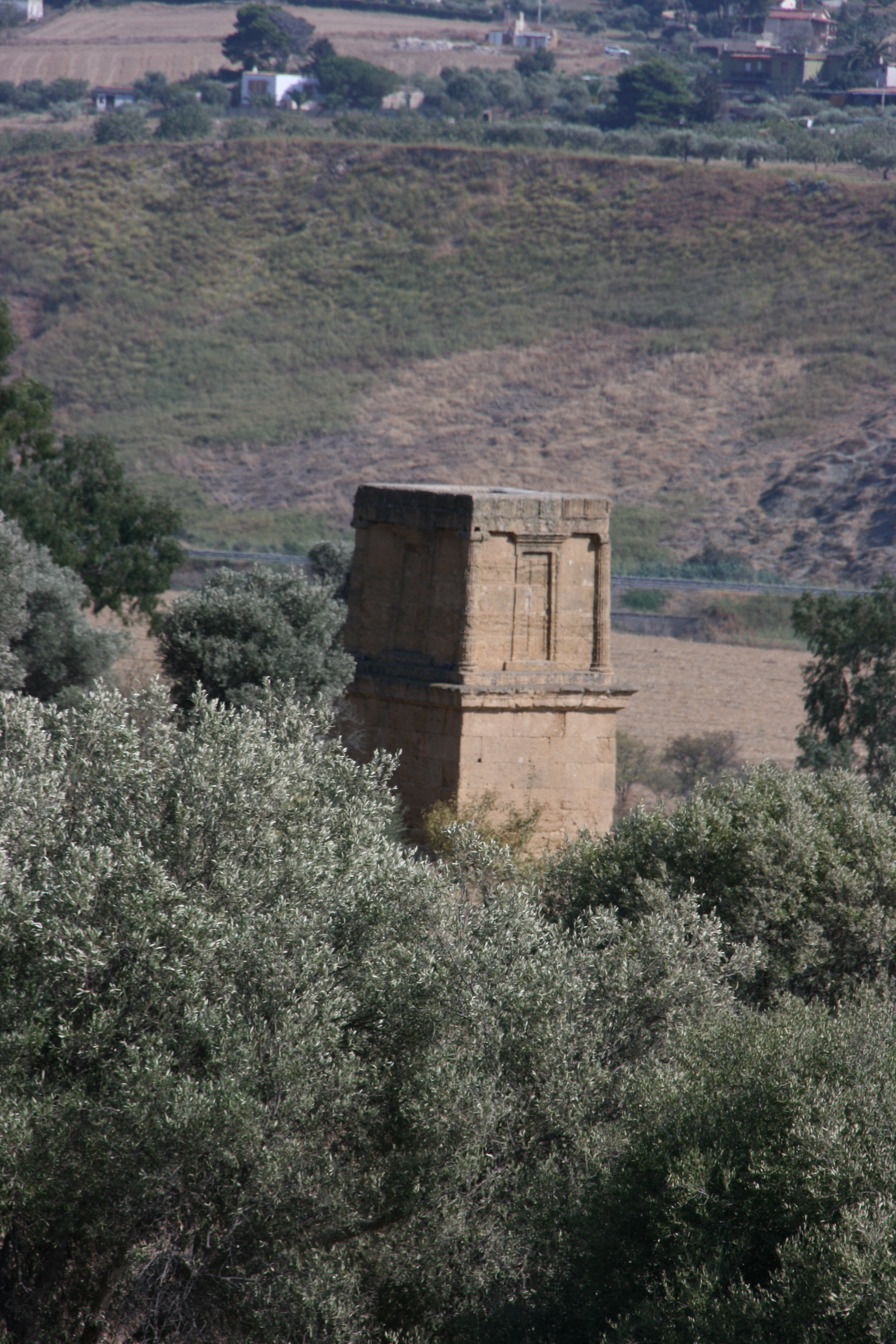
Tumba de Terone

Terone, Teron ou ainda Têron (535 a.C. — 472 a.C.) foi tirano  de Acragas na Sicília de 488 a.C. até sua morte em 472 a.C.. Sogro de Gelão I, colaborou com este para a derrota dos cartagineses em Hímeras (480 a.C.). É celebrado por Píndaro em duas odes olímpicas. Ele reinou por dezesseis anos, e foi sucedido por seu filho Thrasydaeus.

## Invasão cartaginesa
Quando Amílcar I de Cartago desembarcou na Sicília com planos de conquistar a ilha, a primeira cidade atacada foi Hímeras, defendida por Terone. Terone enviou um pedido de socorro a Gelão I, tirano de Siracusa.
A vitória de Gelão I foi tão completa, contra um inimigo bem mais numeroso, que serviu até como inspiração para os gregos que, ao mesmo tempo, estavam lutando contra a invasão da Grécia por Xerxes I; mas enquanto que no caso das Guerras Médicas tanto o rei quanto a maior parte do exército persa conseguiu voltar para casa, a totalidade dos cartagineses, incluindo seu general, foram mortos.

## Curiosidades
Terone devolveu os ossos de Minos para Creta. Minos havia sido enterrado por seus companheiros, após ter sido assassinado por Cócalo, rei da Sicília, pois Cócalo não quis entregar Dédalo para Minos.